# Demokratų sąjunga Vardan Lietuvos
Die Demokratų sąjunga Vardan Lietuvos (DSVL, Demokratenunion im Namen Litauens) ist eine litauische Mitte-links-Partei. Ihr Vorsitzender ist Saulius Skvernelis.

## Geschichte
Der frühere Premierminister Saulius Skvernelis gründete die Partei unter anderem mit dem Ex-Premier Algirdas Butkevičius und 11 weiteren Abgeordneten des Seimas im Herbst 2021. Im Februar 2022 wählten die Mitglieder der Partei Skvernelis zum Vorsitzenden und laut Umfragen gehört die Partei zu den fünf beliebtesten Parteien Litauens. Sie setzt sich für einen Green Deal ein.
Viele Abgeordnete und Parteikader der litauischen Sozialdemokraten und des Litauischen Bauernvolksbunds liefen zur Demokratischen Partei über. Nach der Gründung der Partei wechselten 10 Abgeordnete vom Bauernvolksbund zu den Demokraten.
Bei Kommunalwahlen in Litauen 2023 wurde der Parteikandidat Darius Jasaitis direkt im ersten Wahlgang zum Bürgermeister der Gemeinde Neringa gewählt.